# Агра (місто, Індія)
Агра, Аґра (англ. Agra, гінді आगरा, урду آ گرہ) — місто в штаті Уттар-Прадеш (Індія), населення 1334900 (2004). Комерційний і університетський центр, був столицею імперії Великих Моголів 1527—1628. В цьому місті знаходиться Тадж Махал.

## Географія
Розташоване на річці Ямуна за 160 км на південний схід від Делі.

### Клімат
Місто знаходиться у степовій зоні, котра характеризується посушливим кліматом напівпустель. Найтепліший місяць — червень із середньою температурою 34.8 °C (94.6 °F). Найхолодніший місяць — січень, із середньою температурою 15 °С (59 °F).
| Клімат Агри             | Клімат Агри | Клімат Агри | Клімат Агри | Клімат Агри | Клімат Агри | Клімат Агри | Клімат Агри | Клімат Агри | Клімат Агри | Клімат Агри | Клімат Агри | Клімат Агри | Клімат Агри |
| Показник                | Січ.        | Лют.        | Бер.        | Квіт.       | Трав.       | Черв.       | Лип.        | Серп.       | Вер.        | Жовт.       | Лист.       | Груд.       | Рік         |
| Абсолютний максимум, °C | 31          | 35          | 43          | 45          | 48          | 48          | 45          | 42          | 40          | 41          | 36          | 30          | 48          |
| Середній максимум, °C   | 22,3        | 25,5        | 31,9        | 37,9        | 41,7        | 40,7        | 35,3        | 33,2        | 34          | 34          | 29,2        | 23,9        | 32,5        |
| Середня температура, °C | 15          | 17,9        | 23,7        | 29,7        | 34,1        | 34,8        | 31,1        | 29,5        | 29,2        | 26,6        | 20,9        | 16,1        | 25,7        |
| Середній мінімум, °C    | 7,7         | 10,3        | 15,5        | 21,5        | 26,5        | 28,9        | 26,8        | 25,7        | 24,3        | 19,1        | 12,5        | 8,2         | 18,9        |
| Абсолютний мінімум, °C  | −2          | −1          | 6           | 11          | 16          | 18          | 22          | 21          | 17          | 9           | 2           | 0           | −2          |
| Норма опадів, мм        | 13.2        | 17.6        | 9.3         | 6.3         | 11.3        | 55.7        | 203.3       | 243.2       | 129.7       | 24.8        | 4.3         | 6.1         | 724.8       |
| Днів з дощем            | 1           | 1           | 0           | 0           | 1           | 4           | 11          | 11          | 6           | 1           | 0           | 0           | 40          |
| Вологість повітря, %    | 57          | 48          | 28          | 17          | 20          | 39          | 66          | 78          | 69          | 45          | 42          | 57          | 47          |
| ----------------------- | ----------- | ----------- | ----------- | ----------- | ----------- | ----------- | ----------- | ----------- | ----------- | ----------- | ----------- | ----------- | ----------- |
| Джерело: Weatherbase    |             |             |             |             |             |             |             |             |             |             |             |             |             |

## Населення
- 1951 — 356000
- 1981 — 747318
- 2004 — 1334900

## Історія
Місто виникло ймовірно в 15 столітті. В 1526 році місто захопив Бабур. В 1526—1707 разом з Делі Аґра була столицею Монгольської держави, це був період її економічного та культурного розквіту. У 18 сторіччі внаслідок набігів маратхів та афганського шаха Ахмада занепала.

## Історичні пам'ятки
В Агрі були створені чудові пам'ятки могольської архітектури. Найвизначнішими є:
- Тадж Махал — мавзолей дружини Шах-Джахана, споруджений з білого мармуру інкрустованого самоцвітами;
- фортечно-палацовий комплекс Червоний форт (Агра) (1564—1570), всередині якого знаходяться палаци Джахангірі Махал (1570), Дівані Ам (розпочата в 1627), Дівані Кхас (1637), «Перлинова мечеть» (1646—1653), залишки палацу Акбара.
- Ітімад-Уд-Даула (1622—1628)- мавзолей діда Мумтаз Махал, який був спроєктований та збудований Нур Джахан (Nūr Jahān) одною із дружин імператора Джахангіра на честь її батька Ітімад-Уд-Даула (Мірза Гюяз Бега).

Біля Агри, у Сікандарі знаходиться мавзолей Акбара (1612—1613). На відстані приблизно 40 км від міста розташовані залишки столиці Акбара Фатехпур-Сікрі.
В наш час Аґра є популярним туристичним місцем.

## Уродженці
- Сірадж-уд-Дін Алі Хан (1687—1756) — індійський поет, лінгвіст і лексикограф Імперії Великих Моголів.